# Pedro Takeo Okada
Pedro Takeo Okada (en japonés: 岡田 武夫, Petoro Okada Takeo; Ichikawa, Prefectura de Chiba, Japón, 24 de octubre de 1941-18 de diciembre de 2020) fue un arzobispo católico japonés. Ordenado sacerdote en 1973 por el Arzobispo y cardenal Mons. Pedro Shirayanagi. Ocupó su primer cargo episcopal como Obispo de la Diócesis de Urawa, entre 1991 y 2000. De 2001 a 2017 fue Arzobispo de Tokio, Presidente de la Conferencia Episcopal de Japón de la cual entre 2010 y 2013 fue Vicepresidente y Administrador Apostólico de Saitama.

## Biografía
Nacido en la ciudad japonesa de Ichikawa perteneciente a la prefectura de Chiba. Tras realizar sus estudios primario y secundarios, descubrió su vocación religiosa y decidió entrar en el seminario católico donde hizo su formación eclesiástica, llegando a ser ordenado sacerdote el día 3 de noviembre de 1973, para la Arquidiócesis de Tokio y por el entonces arzobispo y cardenal Mons. Pedro Shirayanagi. Seguidamente también estudió en la Universidad de Tokio.

## Episcopado

### Obispo de Urawa
El 15 de abril de 1991, el papa Juan Pablo II lo nombró V Obispo de la Diócesis de Urawa (hoy Diócesis de Saitama).
Recibió la consagración episcopal el 16 de septiembre del mismo año, a manos de su consagrante Mons. Pedro Shirayanagi y teniendo como co-consagrantes al entonces Arzobispo de Osaka Mons. Paul Hisao Yasuda y al entonces Arzobispo de Nagasaki Mons. Francisco Javier Kaname Shimamoto.

### Arzobispo de Tokio
El 12 de junio de 2000, el Papa Juan Pablo II lo nombró XI Arzobispo Metropolitano de la Arquidiócesis de Tokio.
A su vez, desde junio de 2007 hasta 2010 fue el presidente de la Conferencia Episcopal de Japón, seguidamente durante unos tres años fue el primer Vicepresidente de la conferencia y desde junio de 2013 fue nombrado de nuevo presidente, tras volver a ser reelegido en el cargo.
Un mes más tarde el 27 de julio, en sucesión de Marcellino Taiji Tani fue nombrado como Administrador Apostólico de Saitama; compaginando este cargo con el de Arzobispo de Tokio y Presidente de la Conferencia Episcopal del país.
El 24 de octubre de 2012, el papa Benedicto XVI lo nombró miembro del Pontificio Consejo para el Diálogo Interreligioso.

## Fallecimiento
S. E. R. Mons. Pedro Takeo Okada falleció el 18 de diciembre de 2020, en Tokio, a los 79 años de edad.